# 今野一宏
今野 一宏（こんの かずひろ）は、日本の数学者、九州大学教授、大阪大学大学院理学研究科教授、関西大学教授。

## 来歴
宮城県に生まれる。宮城県古川高等学校卒業。1982年京都大学理学部卒業。1984年東北大学大学院理学研究科修士課程修了。1987年博士課程修了。

## 著書
- 「平面代数曲線のはなし」
- 「リーマン面と代数曲線」
- 「代数方程式のはなし」
- 「代数曲線束の地誌学」

## 受賞歴
- 平成28年「科研費」審査委員表彰
- 第2回 大阪大学総長顕彰（平成25年度）研究部門